# Ciclones extratropicais no sul do Brasil em 2023
Ciclones extratropicais no sul do Brasil em 2023 foram uma série de ciclones extratropicais que ocorreram entre os meses junho e setembro nos estados da região sul do Brasil.
Ciclones extratropicais são fenômenos comuns no sudeste da América do Sul, principalmente a leste da Argentina, Uruguai e Rio Grande do Sul. Três destes sistemas afetaram o Sul do Brasil em 2023, incluindo o ciclone que em junho atingiu os estados do Rio Grande do Sul e de Santa Catarina causando mais de 30 mortes, outro que em julho deixou 3 mortos e milhares de residências sem energia elétrica nos mesmos estados e outro em setembro, sendo uma das causas de um dos maiores desastres naturais no sul do Brasil em décadas recentes. 

## Ciclones

### Junho

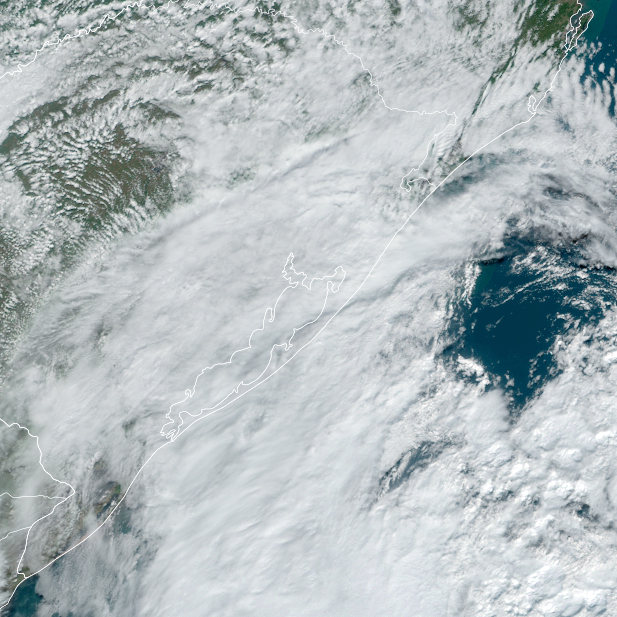
O ciclone na tarde de 16 de junho de 2023, já com o centro organizado, sobre o Oceano Atlântico

O ciclone extratropical no sul do Brasil em junho de 2023 atingiu os estados do Rio Grande do Sul (RS) e de Santa Catarina (SC). A maior intensidade foi observada entre a noite de 15 e a manhã de 16 de junho de 2023, principalmente na região nordeste do RS e sudeste de SC. O ciclone extratropical causou o "maior desastre natural das últimas quatro décadas no estado" do RS. O sistema começou a se formar no dia 13 de junho a partir de uma área de baixa pressão perto de São Paulo, que, conforme se deslocou para o sul, começou a ser organizar num ciclone, cujo centro, entre 15 e 16 de junho, se aproximou muito da costa entre a divisa do RS e SC.
Na manhã de 15 de junho o INMET emitiu um alerta laranja, de "perigo", para chuvas intensas que poderiam chegar a 100 mm em 24h e ventos de até 100 km/h para  áreas do Rio Grande do Sul (RS) e Santa Catarina (SC). À tarde, esse alerta foi elevado para vermelho, de "grande perigo", sendo que o acumulado de chuva poderia "superar os 100 mm em 24h, com ventos de mais de 100 km/h". O portal especializado Metsul chamava a situação de "perigosa". "Este ciclone será o mais forte a atuar junto ao Rio Grande do Sul e o Sul Catarinense desde a passagem em maio do ano passado da tempestade subtropical Yakecan", avisava a Metsul também. Em 15 de junho o ciclone propriamente dito começou a se formar, causando chuvas intensas e ventania em toda região nordeste do Rio Grande do Sul e em algumas cidades mais a sudeste de Santa Catarina. Segundo o INMET, até o início da manhã do dia 16 havia chovido 206,2 mm em Teutônia, no RS, e ventos de 112 km/h em Bom Jardim da Serra (SC) e de 102 em Tramandaí (RS) haviam sido registrados.
No dia 17, uma comitiva formada pelo governador Eduardo Leite, pelo ministro da Integração e do Desenvolvimento Regional, Waldez Góes, e pelo ministro-chefe da Secretaria de Comunicação Social da Presidência da República, Paulo Pimenta, vistoriou as áreas mais atingidas. Dezesseis (16) pessoas morreram no RS, no chamado "maior desastre natural relacionado a chuvas intensas das últimas quatro décadas no Estado". 54 municípios tiveram danos ou pessoas atingidas, incluindo 15 mil pessoas desabrigadas e desalojadas. Cerca de 3 mil produtores rurais também tiveram perdas, numa região que é grande produtora de hortigranjeiros. O total de perdas financeiras, segundo o governo estadual, girava em torno de R$ 91 milhões. Em Santa Catarina um barco com 8 pescadores virou no mar no dia 16 devido à agitação marítima provocada pelo ciclone. Seis pessoas foram resgatadas e duas morreram. No estado, a cidade de Praia Grande decretou Situação de Emergência ainda na sexta-feira, 16. Outros 20 municípios também foram atingidos.

### Julho

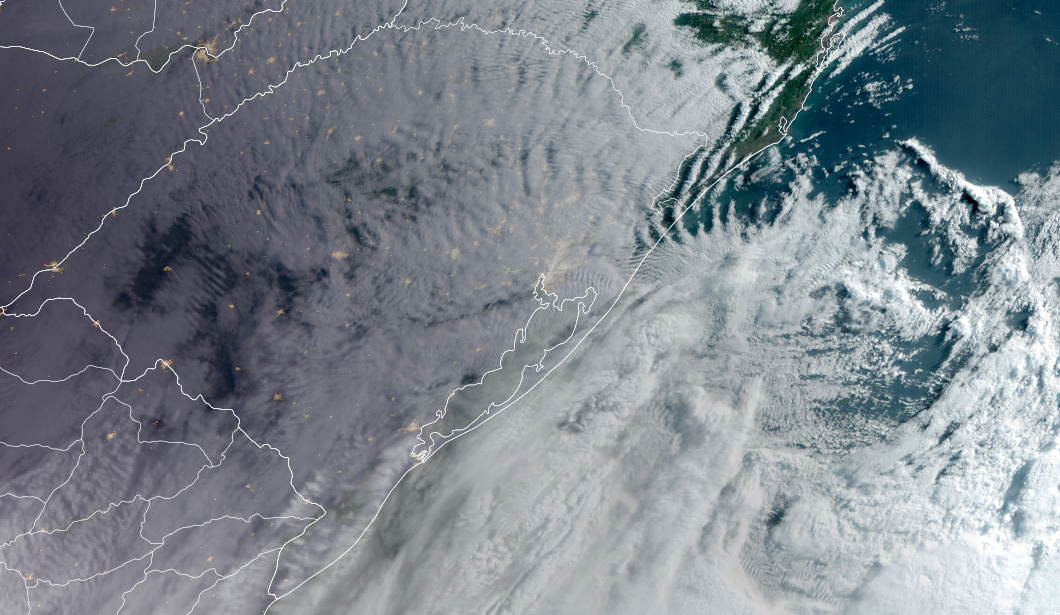
Ciclone extratropical na costa do Brasil em 13 de julho de 2023

O ciclone extratropical no sul do Brasil em julho de 2023 atingiu os estados do Rio Grande do Sul (RS) e de Santa Catarina (SC). A região mais atingida por essa série de tempestades desde o dia 12 foi o litoral do Rio Grande do Sul, onde ocorreram ventos de até 140 km/h e granizo.
No município de Rio Grande, no Rio Grande do Sul, um idoso perdeu a vida quando sua residência foi atingida por uma árvore. Na cidade costeira de Itanhaém, no litoral do estado de São Paulo, uma idosa foi eletrocutada por fios derrubados devido à queda de galhos. Em São José dos Campos, no interior de São Paulo, outra mulher perdeu a vida após ser atingida por um tronco de árvore.
Mais de um milhão de pessoas na região Sul do país ficaram sem energia elétrica devido aos fortes ventos, que também causaram a suspensão dos voos no Aeroporto Internacional de Florianópolis por quase 24 horas, afetando também as operações nos aeroportos de Congonhas e Guarulhos, na Grande São Paulo. Os portos nas regiões Sul e Sudeste também tiveram seu funcionamento prejudicado. Na Serra do Mar, no estado do Paraná, turistas ficaram presos por 10 horas em um trem devido às condições climáticas adversas.

### Setembro

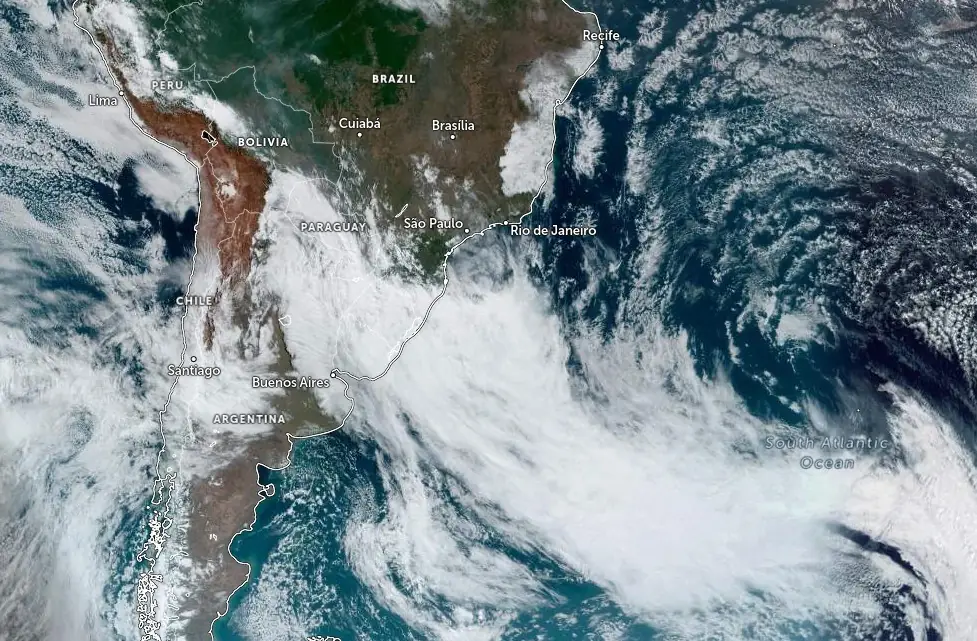
Ciclone extratropical na costa do Brasil em 4 de setembro de 2023

O ciclone extratropical no sul do Brasil em setembro de 2023 foi um ciclone extratropical que ocorreu entre os dias 4 e 5 de setembro de 2023 na costa leste do estado brasileiro do Rio Grande do Sul no Brasil. A tempestade trouxe chuvas e ventos fortes que resultaram perdas de vidas e danos econômicos de 1,3 bilhões de reais. As enchentes também afetaram vários municípios do Rio Grande do sul, incluindo Bento Gonçalves, Caxias do Sul, Ibiraiaras, Lajeado do Bugre, Nova Bassano, Santo Expedito do Sul, e São Jorge. As enchentes levaram à declaração de estado de emergência no estado pelo governador Eduardo Leite.
A formação de uma frente fria e de uma corrente de jato em baixos níveis junto ao ciclone agravou a situação meteorológica e provocou uma enorme quantidade de chuva, fortes rajadas de vento e queda de granizo no estado e em partes de Santa Catarina. O desfecho mais impactante das severas condições meteorológicas combinadas foram as enchentes no Vale do Taquari, que afetaram cerca de 359 mil, deixaram 5 mil desabrigados e mais de 21 mil desalojados, além de 54 mortos e quatro desaparecidos, o que fez deste o maior desastre natural no Rio Grande do Sul em mais de seis décadas e o segundo maior em número de mortes, atrás somente das enchentes de 1959 e depois das enchentes de 2024. Em Santa Catarina houve uma morte e registros de feridos.